# Archidona
Archidona is een gemeente in de Spaanse provincie Málaga in de regio Andalusië met een oppervlakte van 186 km². In 2017 telde Archidona 8398 inwoners.

## Demografische ontwikkeling
Bron: INE, 1857-2011: volkstellingen
Opm.: In 1857 werden Villanueva de Algaidas en Villanueva del Trabuco zelfstandige gemeenten

## Geschiedenis
Tijdens het Emiraat van Córdoba kwam de stad in opstand tegen emir Al-Mundhir. Die kon in 888 de stad innemen, terwijl de leider van de opstand, Umar ibn Hafsun, zich met zijn troepen terugtrok in de zuidelijke bergstreken van Al-Andalus. Als straf voor deze opstand werden de notabelen van de stad afgevoerd naar Córdoba en daar gekruisigd.

## Bezienswaardigheden
- de ruïnes van het castillo (opgetrokken in de 9e eeuw en herbouwd in de 13e eeuw)
- de achthoekige plaza Ochavada, een van de mooiste voorbeelden van stedenbouw in de Andalusische barokstijl (1786)
- de casa del Pósito (la Cilla): het gebouw dateert uit het einde van de 16e eeuw, heeft een mooi barokportaal en was bedoeld om de graanoogsten van de hertog van Osuna op te slaan
- de ermita de la Virgen de Gracia werd in 1462 opgericht op de muren van een oude moskee uit de 9e-10e eeuw

## Geboren
- Martín de León Cárdenas (1584-1655), aartsbisschop van Palermo